# Avenue de la Porte-de-Châtillon
L’avenue de la Porte-de-Châtillon est une voie du 14e arrondissement de Paris, en France.

## Situation et accès
L'avenue de la Porte-de-Châtillon est une voie située dans le 14e arrondissement de Paris. Elle débute place de la Porte-de-Châtillon et se termine aux boulevards Romain-Rolland et Adolphe-Pinard, dans l'axe de l'avenue Pierre-Brossolette à Malakoff et Montrouge.

## Origine du nom

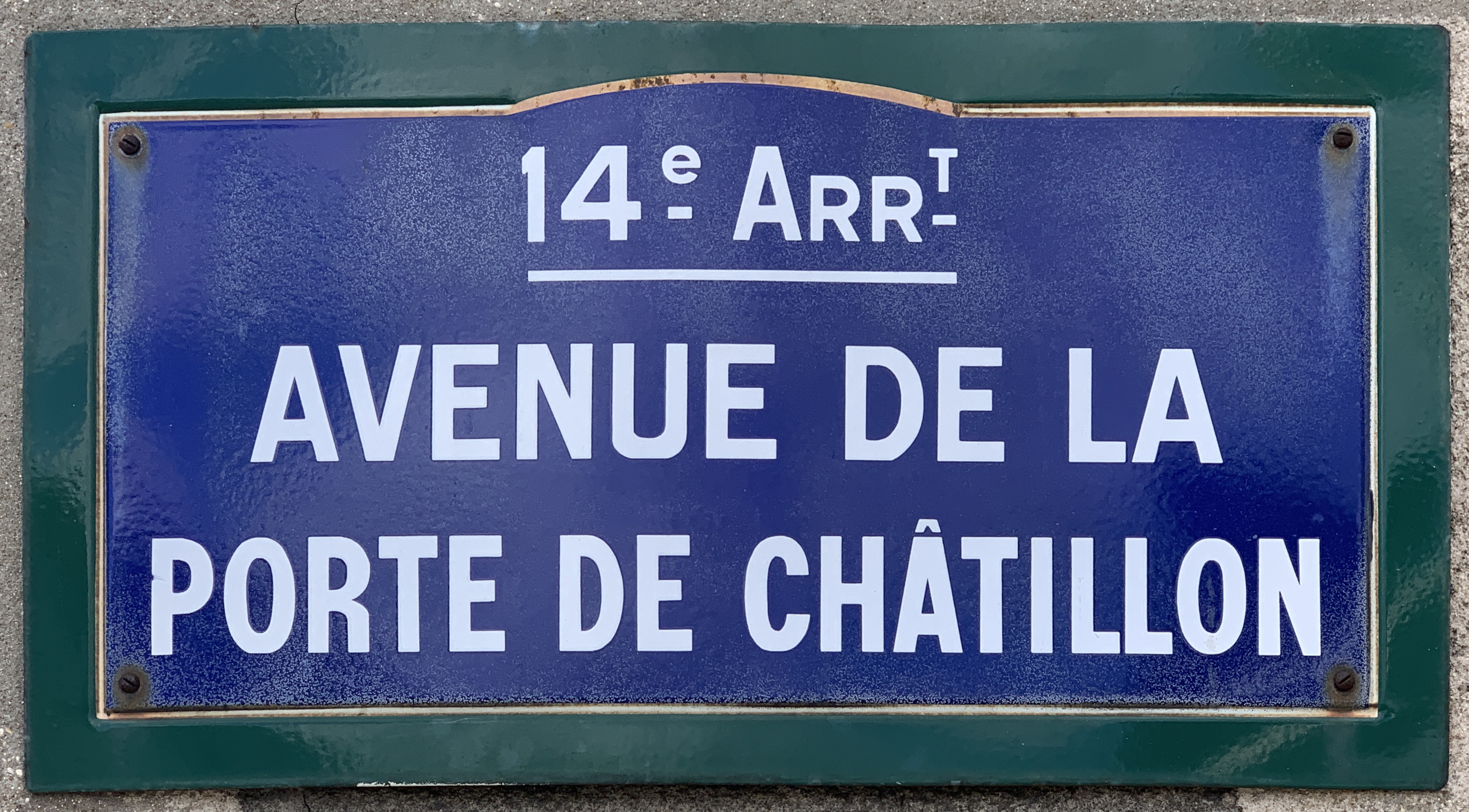
Plaque de l'avenue.

Elle porte ce nom car elle est située en partie sur l'emplacement de l'ancienne porte de Châtillon de l'enceinte de Thiers à laquelle elle mène.

## Historique
La partie située entre le boulevard Brune et l'avenue Ernest-Reyer a été aménagée entre les bastions nos 78 et 79 de l'enceinte de Thiers et a pris sa dénomination actuelle en 1929. Le prolongement faisait partie de la route de Châtillon sur les territoires de Montrouge et Malakoff et a été annexé par la ville de Paris en 1925.

## Bâtiments remarquables et lieux de mémoire
- Au numéro 12, en bordure de la Zone, Henri Désiré Landru y tenait un petit garage, pendant les années 1910, dans ce qui était encore la route de Châtillon[2]. L'écrivain Jules Romains lui rendit visite[3]. Cette partie de la route appartenait encore au territoire de Malakoff et fut annexée à Paris en 1929.